# Oblast Ternopil
Die Oblast Ternopil (ukrainisch Тернопільська область Ternopils’ka oblast) ist eine Verwaltungseinheit der Ukraine im Westen des Landes. Sie hat 1.030.562 Einwohner (Anfang 2021).

## Geographie
Die Oblast umfasst einen Teil der historischen Landschaft Galizien, allerdings zählten das Territorium des nördlichen Rajons Kremenez sowie die Orte nördlich der Linie Mala Beresowyzja (Мала Березовиця) – Kobyllja (Кобилля) – Iwantschany (Іванчани) – Hlyntschuky (Глинчуки) – Nowyky (Новики) – Tschornyj Lis (Чорний Ліс) – Kapustynskyj Lis (Капустинський Ліс) – Kapustynzi (Капустинці) – Synjawa (Синява) im Rajon Ternopil zum Ende der Existenz Galiziens 1918 nicht dazu.
Sie grenzt im Nordwesten an die Oblast Lwiw, im Südwesten an die Oblast Iwano-Frankiwsk, im Süden an die Oblast Tscherniwzi, im Osten an die Oblast Chmelnyzkyj und im Norden an die Oblast Riwne.
Hauptstadt ist Ternopil, weitere Städte sind Tschortkiw, Kremenez und Bereschany. Insgesamt umfasst die Oblast 17 Rajone mit 15 Städten und 17 Dörfern städtischen Typs, die Fläche beträgt 13.823 Quadratkilometer. Die Gegend ist mit rund 1000 Dörfern dünn besiedelt (1,07 Mio. Einwohner, ca. 2,3 % der Gesamtbevölkerung der Ukraine); ihre Ökonomie ist landwirtschaftlich geprägt: 1997 wurden über 60 % des Bruttosozialprodukts durch Landwirtschaft erarbeitet, knapp 30 % durch Industrie.

## Geschichte
Die Oblast entstand als Oblast Tarnopol (ukrainisch Тарнопольська область/russisch Тарнопольская область) nach der Besetzung Ostpolens durch die Sowjetunion als Teil der Ukrainischen SSR per Ukas am 4. Dezember 1939 aus der bis dahin bestehenden polnischen Woiwodschaft Tarnopol und einem südlichen Teil der Woiwodschaft Wolhynien. Zunächst wurden folgende ehemals polnische Powiate, (russisch Ujesd) beibehalten:
- Bereschany/Brzeżany (Бережанский уезд)
- Borschtschow/Borszczów (Борщевский уезд)
- Butschatsch/Buczacz (Бучачский уезд)
- Saleschtschiki/Zaleszczyki (Залещицкий уезд)
- Sbarasch/Zbaraż (Збаражский уезд)
- Sborow/Zborów (Зборовский уезд)
- Kremenez/Krzemieniec (Кременецкий уезд)
- Kopytschinzy/Kopyczyńce (Копачинский уезд)
- Podgaize/Podhajce (Подгаецкий уезд)
- Skalat/Skałat (Скалатский уезд)
- Tarnopol (Тарнопольский уезд)
- Trembowlja/Trembowla (Трембовлянский уезд)
- Tschertkow/Czortków (Чертковский уезд)

Nach Beratungen am 10. Januar 1940 wurden dann am 17. Januar 1940 die Ujesde aufgelöst und durch folgende Rajone ersetzt (es werden die russischen Namen angeführt, da diese die zeitgenössischen amtlichen Bezeichnungen widerspiegeln):
- Rajon Bereschany mit Rajonszentrum Bereschany (Бережани)
- Rajon Bereschze mit Rajonszentrum Bereschze (Бережце)
- Rajon Borschtschow mit Rajonszentrum Borschtschow (Борщов)
- Rajon Budanow mit Rajonszentrum Budanow (Буданов)
- Rajon Butschatsch mit Rajonszentrum Butschatsch (Бучач)
- Rajon Borki Welke mit Rajonszentrum Borki Welke (Борки Вельке)
- Rajon Glubotschek Welki mit Rajonszentrum Glubotschek Welki (Глубочек Вельки)
- Rajon Grimailow mit Rajonszentrum Grimailow (Гримайлов)
- Rajon Gusjatin mit Rajonszentrum Gusjatin (Гусятин)
- Rajon Katrynburg mit Rajonszentrum Katrynburg (Катрынбург)
- Rajon Koslow mit Rajonszentrum Koslow (Козлов)
- Rajon Kosowa mit Rajonszentrum Kosowa (Козова)
- Rajon Kopytschinzy mit Rajonszentrum Kopytschinzy (Копычинцы)
- Rajon Kossow mit Rajonszentrum Kossow (Косов)
- Rajon Lanowzy mit Rajonszentrum Lanowzy (Лановцы)
- Rajon Melnyza Podolskaja mit Rajonszentrum Melnyza Podolskaja (Мельница-Подольская)
- Rajon Mikulinzy mit Rajonszentrum Mikulinzy (Микулинцы)
- Rajon Monastyriska mit Rajonszentrum Monastyriska (Монастыриска)
- Rajon Nowoje Selo mit Rajonszentrum Nowoje Selo (Новое Село)
- Rajon Podwolotschisk mit Rajonszentrum Podwolotschisk (Подволочиск)
- Rajon Podgaize mit Rajonszentrum Podgaize (Подгайце)
- Rajon Solotoi Potok mit Rajonszentrum Solotoi Potok (Золотой Поток)
- Rajon Potschajew mit Rajonszentrum Potschajew (Почаев)
- Rajon Probeschnaja mit Rajonszentrum Probeschnaja (Пробежная)
- Rajon Saleschtschiki mit Rajonszentrum Saleschtschiki (Залещики)
- Rajon Salosze mit Rajonszentrum Salosze (Залосьце)
- Rajon Sbarasch mit Rajonszentrum Sbarasch (Збараж)
- Rajon Sborow mit Rajonszentrum Sborow (Зборов)
- Rajon Skala Podolskaja mit Rajonszentrum Skala Podolskaja (Скала Подольская)
- Rajon Skalat mit Rajonszentrum Skalat (Скалат)
- Rajon Solotniki mit Rajonszentrum Solotniki (Золотники)
- Rajon Strussow mit Rajonszentrum Strussow (Струсов)
- Rajon Trembowlja mit Rajonszentrum Trembowlja (Трембовля)
- Rajon Tluste mit Rajonszentrum Tluste (Тлусте)
- Rajon Usze Selene mit Rajonszentrum Usze Selene (Усьце Зелене)
- Rajon Tschertkow mit Rajonszentrum Tschertkow (Чертков)
- Rajon Schumskoje mit Rajonszentrum Schumskoje (Шумское)
- Rajon Wischnewez mit Rajonszentrum Wischnewez (Вишневец)

Dazu kam die kreisfreien Städte Bereschany, Butschatsch, Kremenez, Tarnopol und Tschertkow.

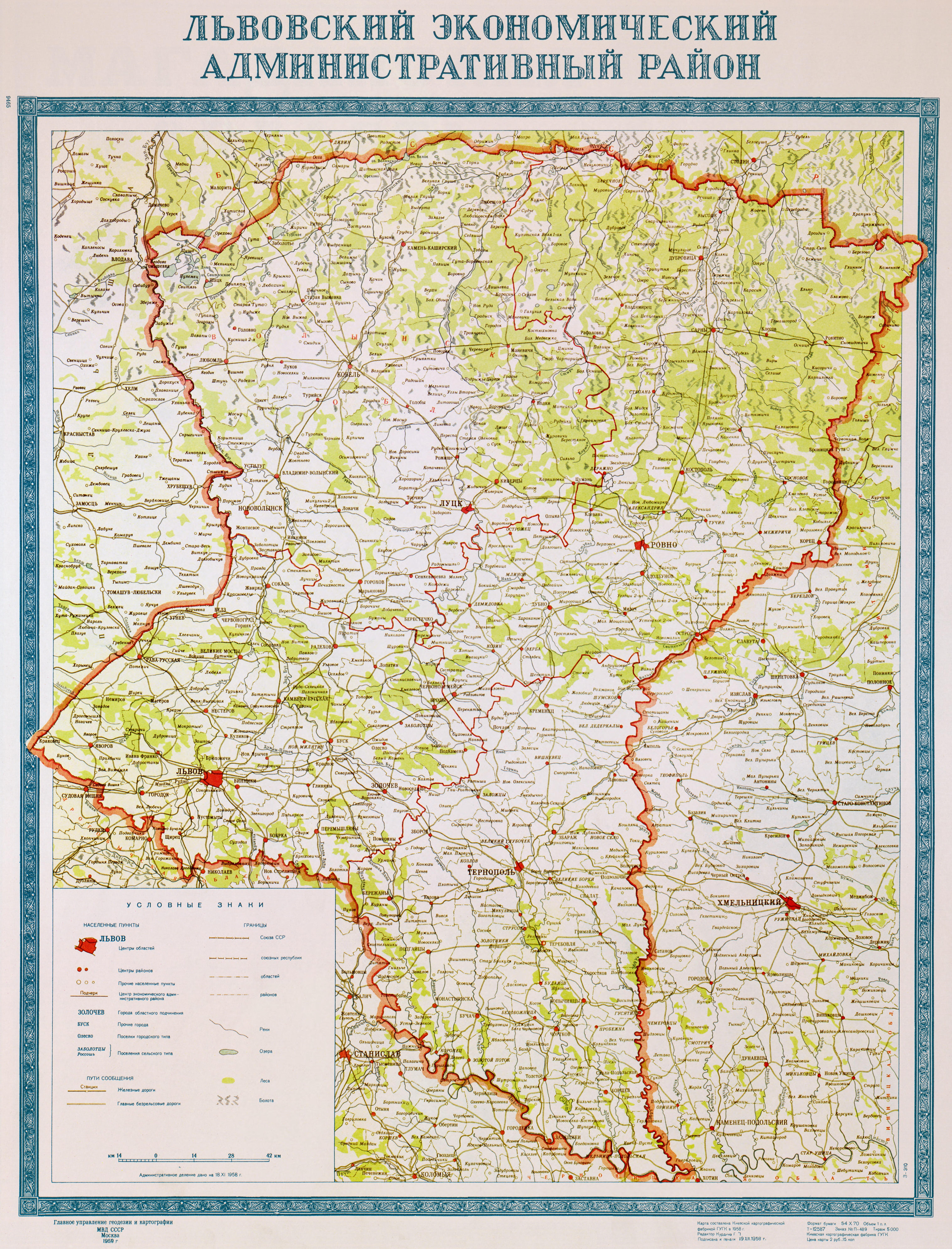
Die Oblast Ternopol/Ternopil im Jahre 1958

Im Juni 1940 kam es bereits zu einigen Änderungen an den Rajonen, aus Rajon Bereschze wurde Rajon Kremenez, aus Rajon Katrynburg der Rajon Welyki Dederkaly, aus Rajon Kossiw der Rajon Biloboschnyzja und aus Rajon Ustje-Selene der Rajon Koropez.
Die Oblast wurde allerdings nach dem Überfall Deutschlands auf die Sowjetunion am 22. Juni 1941 wieder aufgelöst, das Gebiet ging großteils im Distrikt Galizien auf und konnte erst nach der Rückeroberung des Gebiets durch die Rote Armee im Jahre 1944 wiederhergestellt werden.
Am 9. August 1944 wurde die Oblast analog der Umbenennung der Oblasthauptstadt in Oblast Ternopol/Oblast Ternopil umbenannt.
1959 wurden einige Rajone zusammengelegt, Ende 1962 kam es zu einer großen Gebietsreform, diese wurde 1965 nochmals korrigiert, Ende 1966 kam es noch zur Gründung des Rajons Ternopil, womit die Verwaltungsgliederung im Großen und Ganzen abgeschlossen war.

## Administrative Unterteilung
Die Oblast Ternopil ist verwaltungstechnisch in 3 Rajone unterteilt; bis zur großen Rajonsreform am 18. Juli 2020 war sie in 17 Rajone sowie 4 direkt der Oblastverwaltung unterstehende (rajonfreie) Städte unterteilt. Das waren die Städte Bereschany, Kremenez, Tschortkiw sowie die Oblasthauptstadt Ternopil.

### Rajone der Oblast Ternopil mit deren Verwaltungszentren
| Rajone der Oblast Ternopil | Rajone der Oblast Ternopil              | Rajone der Oblast Ternopil | Rajone der Oblast Ternopil                                                 |
| Deutsche Bezeichnung       | Ukrainische Bezeichnung                 | Verwaltungszentrum         | Weitere frühere (bis 2020) Rajonzentren und rajonfreie Städte              |
| -------------------------- | --------------------------------------- | -------------------------- | -------------------------------------------------------------------------- |
| Rajon Kremenez             | Кременецький район Kremenezkyj rajon    | Kremenez (Stadt)           | Laniwzi, Schumsk                                                           |
| Rajon Ternopil             | Тернопільський район Ternopilskyj rajon | Ternopil (Stadt)           | Bereschany, Kosowa, Pidhajzi, Pidwolotschysk, Sbarasch, Sboriw, Terebowlja |
| Rajon Tschortkiw           | Чортківський район Tschortkiwskyj rajon | Tschortkiw (Stadt)         | Borschtschiw, Butschatsch, Hussjatyn, Monastyryska, Salischtschyky         |

Bis 2020 gab es folgende Rajonsaufteilung:

Karte der Rajone und rajonfreien Städte der Oblast (bis 2020)

| Rajone der Oblast Ternopil bis 2020 | Rajone der Oblast Ternopil bis 2020         | Rajone der Oblast Ternopil bis 2020        | Rajone der Oblast Ternopil bis 2020 |
| Deutsche Bezeichnung                | Ukrainische Bezeichnung                     | Verwaltungszentrum                         | 2020 (überwiegend) aufgegangen in   |
| ----------------------------------- | ------------------------------------------- | ------------------------------------------ | ----------------------------------- |
| Rajon Bereschany                    | Бережанський район Bereschanskyj rajon      | Bereschany (Stadt)                         | Rajon Ternopil                      |
| Rajon Borschtschiw                  | Борщівський район Borschtschiwskyj rajon    | Borschtschiw (Stadt)                       | Rajon Tschortkiw                    |
| Rajon Butschatsch                   | Бучацький район Butschazkyj rajon           | Butschatsch (Stadt)                        | Rajon Tschortkiw                    |
| Rajon Hussjatyn                     | Гусятинський район Husjatynskyj rajon       | Hussjatyn (Siedlung städtischen Typs)      | Rajon Tschortkiw                    |
| Rajon Kosowa                        | Козівський район Kosiwskyj rajon            | Kosowa (Siedlung städtischen Typs)         | Rajon Ternopil                      |
| Rajon Kremenez                      | Кременецький район Kremenezkyj rajon        | Kremenez (Stadt)                           | Rajon Kremenez                      |
| Rajon Laniwzi                       | Лановецький район Lanowezkyj rajon          | Laniwzi (Stadt)                            | Rajon Kremenez                      |
| Rajon Monastyryska                  | Монастириський район Monastyryskyj rajon    | Monastyryska (Stadt)                       | Rajon Tschortkiw                    |
| Rajon Pidhajzi                      | Підгаєцький район Pidhajezkyj rajon         | Pidhajzi (Stadt)                           | Rajon Ternopil                      |
| Rajon Pidwolotschysk                | Підволочиський район Pidwolotschyskyj rajon | Pidwolotschysk (Siedlung städtischen Typs) | Rajon Ternopil                      |
| Rajon Salischtschyky                | Заліщицький район Salischtschyzkyj rajon    | Salischtschyky (Stadt)                     | Rajon Tschortkiw                    |
| Rajon Sbarasch                      | Збаразький район Sbaraskyj rajon            | Sbarasch (Stadt)                           | Rajon Ternopil                      |
| Rajon Sboriw                        | Зборівський район Sboriwskyj rajon          | Sboriw (Stadt)                             | Rajon Ternopil                      |
| Rajon Schumsk                       | Шумський район Schumskyj rajon              | Schumsk (Stadt)                            | Rajon Kremenez                      |
| Rajon Terebowlja                    | Теребовлянський район Terebowljanskyj rajon | Terebowlja (Stadt)                         | Rajon Ternopil                      |
| Rajon Ternopil                      | Тернопільський район Ternopilskyj rajon     | Ternopil (Stadt)                           | Rajon Ternopil                      |
| Rajon Tschortkiw                    | Чортківський район Tschortkiwskyj rajon     | Tschortkiw (Stadt)                         | Rajon Tschortkiw                    |

## Größte Städte
| Stadt                                                                                        | Ukrainischer Name | Russischer Name | Einwohner 1. Januar 2022 |
| -------------------------------------------------------------------------------------------- | ----------------- | --------------- | ------------------------ |
| Ternopil                                                                                     | Тернопіль         | Тернополь       | 225.004                  |
| Tschortkiw                                                                                   | Чортків           | Чортков         | 028.393                  |
| Kremenez                                                                                     | Кременець         | Кременец        | 020.674                  |
| Bereschany                                                                                   | Бережани          | Бережаны        | 017.316                  |
| Terebowlja                                                                                   | Теребовля         | Теребовля       | 013.704                  |
| Sbarasch                                                                                     | Збараж            | Збараж          | 013.431                  |
| Butschatsch                                                                                  | Бучач             | Бучач           | 012.321                  |
| Borschtschiw                                                                                 | Борщів            | Борщев          | 010.765                  |
| Quellen: Ukrainisches Amt für Statistik, Seiten 39 und 40 und Sekundärquelle City Population |                   |                 |                          |

Siehe auch: Liste der Städte in der Oblast Ternopil

## Demographie
| Jahr      | 1959      | 1970      | 1979      | 1989      | 1995      | 1998      | 2001      | 2005      | 2008      | 2012      | 2014      | 2021      |
| --------- | --------- | --------- | --------- | --------- | --------- | --------- | --------- | --------- | --------- | --------- | --------- | --------- |
| Einwohner | 1.085.586 | 1.152.668 | 1.162.118 | 1.168.871 | 1.177.700 | 1.168.400 | 1.142.416 | 1.119.573 | 1.098.618 | 1.080.431 | 1.073.327 | 1.030.562 |

| Nationalität | Einwohner | 1989 (%) | 2001 (%) | Veränderung (%) |
| ------------ | --------- | -------- | -------- | --------------- |
| Ukrainer     | 1.113.500 | 96,8     | 97,8     | 0−1,1 %         |
| Russen       | 0.014.200 | 02,3     | 01,2     | −46,7 %         |
| Polen        | 0.003.800 | 00,6     | 00,3     | −42,5 %         |

| Muttersprache | 1989 (%) | 2001 (%) |
| ------------- | -------- | -------- |
| Ukrainisch    | 97,3     | 98,3     |
| Russisch      | 02,5     | 01,2     |

## Architektur
- Übersicht zum Wallfahrtszentrum Sarwanyzja[11]
- Mariä-Entschlafens-Kloster in Potschajiw, 17.–20. Jahrhundert, Wallfahrtsort
- Rathaus in Butschatsch, 1751